# Деренівська Надія Павлівна
Деренівська Надія Павлівна — український тележурналіст.
Народилася 4 квітня 1951 р. у с. Майданецьке Черкаської обл. Закінчила Київський державний університет ім. Т. Г. Шевченка (1973).
З 1974 р. працює в газеті «Говорить і показує Україна».
Заступник головного редактора (з 1993).